# Shining Force
Shining Force: The Legacy of Great Intention (シャイニング・フォース 神々の遺産, Shainingu Fōsu: Kamigami no Isan, lit. "Shining Force: Herança dos Deuses") é um RPG tático baseado em rodadas lançado em 1992 para o console de jogo Mega Drive/Genesis. Embora gire em torno de temas tradicionais do gênero fantasia, o jogo também aborda elementos da ficção científica.
O jogo foi re-lançado múltiplas vezes: no Sega Smash Pack Volume 1 para Dreamcast, Sega Smash Pack Volume 2 para Windows, Sonic's Ultimate Genesis Collection para Xbox 360 e PlayStation 3, e como um jogo avulso para Wii através do serviço Virtual Console e para Windows através do Steam. Em 2004, um remake foi lançado para Game Boy Advance com o título Shining Force: Resurrection of the Dark Dragon; em 2010, o jogo foi lançado para iOS.

## Jogabilidade
Shining Force é um RPG eletrônico tático baseado em rodadas. Batalhas se desenrolam em uma grade xadrez, e cada unidade ocupa uma casa. Cada unidade pode mover um número fixo de casas; o número é determinado pela estatística "move". Dependendo de sua localização em relação a inimigos e aliados, uma unidade também pode desempenhar uma ação: atacar, lançar um feitiço, usar um item, ou vasculhar a área. Alguns comandos, como equipar ou descartar itens, não contam como ações. A ordem das rodadas é determinada pela agilidade da unidade e por um número aleatório.
Como é comum para o gênero de RPGs, unidades se tornam mais fortes conforme enfrentam inimigos ou desempenham outras ações em combate, como curar aliados. Essas ações dão a unidades pontos de experiência (EXP), que por sua vez lhes dão níveis.
Em Shining Force, cada unidade aliada é representada por um personagem com sua própria história e personalidade, de forma similar à série Fire Emblem. Embora não existam unidades "genéricas", exceto as do lado inimigo, a maioria dos personagens tem pouco ou nada a contribuir ao enredo quando se juntam ao exército do jogador.
Cada unidade aliada também possui uma classe, que define o conjunto de habilidades e especifica os feitiços e equipamentos aos quais uma unidade tem acesso. Uma unidade pode ser promovida para outra classe em qualquer nível entre 10 e 20. Ao promover o personagem, seu nível é redefinido para 1 e suas estatísticas são reduzidas por uma quantidade fixa, embora elas comecem mais altas se o personagem tiver sido promovido em um nível maior.
As metas de batalha do jogador são simples: elimine todos os inimigos, elimine o líder inimigo, ou avance para uma cidade ou ponto de referência. O lado inimigo é declarado vitorioso se os inimigos eliminarem o líder do jogador (Max), ou se o jogador fugir da batalha lançando o feitiço "egress". Mesmo se o exército do jogador for derrotado, o jogador pode recuperar seus aliados e tentar a batalha novamente. A experiência obtida é preservada, não importando o resultado da batalha. Assim, não há cenário de fim de jogo, e o exército do jogador se torna cada vez mais forte mesmo quando é derrotado, embora a derrota de Max faça com que o jogador perca metade do seu dinheiro.
Shining Force também conta com um modo de exploração que ocorre fora da batalha. Esse modo de jogo é essencialmente um RPG tradicional no estilo japonês, seguindo na trilha de Final Fantasy ou Dragon Quest, embora o jogador não vá se deparar com labirintos e encontrará poucos quebra-cabeças para resolver. Nesse modo, o exército inteiro do jogador é representado por Max, que é capaz de percorrer, interagir com pessoas, encontrar tesouros, comprar equipamentos e itens, equipar o exército, e escolher quais membros do exército participarão das batalhas.

## Enredo
O jogo começa no reino de Guardiana, na terra de Rune. O protagonista, Max, é mandado em uma missão para impedir o maligno Kane, comandante das hordas de Runefaust, de abrir o Shining Path e ressuscitar o Dark Dragon. No caminho, Max recruta alguns aliados para se juntarem ao exército de Shining Force. Eles mais tarde descobrem que Kane e King Ramladu estão sendo manipulados por Darksol. No final, Darksol consegue trazer o Dark Dragon de volta à vida, mas Max consegue aprisionar a criatura usando o poder do Chaos Breaker, uma espada criada pela união de uma espada da luz com a espada das sombras de Kane.
A história é expandida no remake para Game Boy Advance. Uma segunda história, que acompanha Narsha, princesa de Runefaust, é acrescentada no jogo em intervalos que ocorrem a cada seis capítulos. Narsha percebe que King Ramladu foi possuído por Darksol, e sai em busca da ajuda do Shining Force, juntando-se a Zuika e Malwock no caminho. A segunda história acaba se unindo à primeira quando Narsha e seus aliados se unem ao Shining Force.

## Continuidade com a sérieShining
Shining Force: The Legacy of Great Intention dá início à saga de Guardiana, aboardada em Shining Force Gaiden. A história conta como Anri se tornou a rainha de Guardiana, e documenta as aventuras do jovem Lowe, Ken, Lug (traduzido incorretamente nas versões em inglês como "Luke"), Hans, e Domingo antes de eles darem origem aos heróis de Shining Force Gaiden e/ou ajudá-los na luta contra Woldol. Tao e Diane, irmãs de Wendy, também aparecem em Shining Force, embora a ligação de parentesco entre as três não seja mencionada na versão em inglês de quaisquer dos jogos.
Shining Force também fala de como a luta familiar de Max e Adam com Mishaela começou, dando origem aos eventos de Shining Force Gaiden: Final Conflict. Kane e Elliot aparecem como personagens principais, e o jogo mostra como cada um deles sucumbiu. (Todavia, nenhum dos filhos aparece no primeiro Shining Force, tampouco há qualquer indicação sobre a existência deles.)

## Problemas de tradução
A tradução em inglês de Shining Force tem vários erros, omissões, e passagens confusas. O mais notável está na história de Max, protagonista do jogo, que é completamente deixada de fora. O script original diz que Max sofre de amnésia e foi encontrado na praia por Lowe, que mais tarde viria a se tornar seu melhor amigo. Depois, é revelado que Max é na verdade o irmão do Lord Kane de Runefaust. Todos esses elementos da história foram perdidos na tradução. Na tradução oficial, Kane ainda expressa seu horror quando Darksol o força a enfrentar Max, mas não há explicação alguma para isso.
Vários outros pequenos erros e omissões ocorrem. Por exemplo, o personagem Lug é erroneamente nomeado "Luke", o que confundiu jogadores quando Lug (com seu nome traduzido corretamente) e um personagem completamente diferente chamado Luke apareceram em Shining Force CD. O nome de um dos personagens foi traduzido como "Kane" em algumas partes do jogo e "Cain" em outras. E também, o feitiço "demon breath" é traduzido incorretamente como "demon blaze"; "demon breath" aparece em todos os sete jogos Shining para Sega Genesis, Game Gear, e Sega CD, com o erro de tradução aparecendo apenas em Shining Force.
O remake, Shining Force: Resurrection of the Dark Dragon, recebeu uma tradução em inglês mais precisa. No entanto, como o remake contém adições ao enredo que contradizem a história original, a tradução não é autêntica ao Shining Force original.

## Desenvolvimento
Apesar de ser a sequência do bem-sucedido Shining in the Darkness, a Sega ainda um orçamento limitado para o desenvolvimento de Shining Force. Ao contrário da crença popular, Shining Force não foi influenciado pelo RPG tático Fire Emblem: Shadow Dragon and the Blade of Light. Na verdade, quando perguntado sobre esse jogo, Hiroyuki Takahashi, líder do desenvolvimento de Shining Force, comentou que "o ritmo [de Fire Emblem] era tão ruim, não era sequer algo que eu iria querer jogar." Takahashi relembrou que Shining Force foi inspirado em Dragon Quest. Ao se perguntar sobre como ele e o resto da equipe poderia "usar as batalhas de Dragon Quest e fazer delas mais divertidas", ele se inspirou em um obscuro jogo japonês para computador chamado Silver Ghost, um "jogo de ação e simulação onde você tinha que dirigir, observar, e comandar múltiplos personagens."

## Recepção
O jogo foi bem recebido. A revista Mega o colocou na 33ª posição da sua lista dos melhores jogos para Mega Drive de todos os tempos. Em 2004, leitores da Retro Gamer escolheram esta "única e verdadeira obra-prima dos RPGs" o 86º melhor jogo retrô, com a equipe acrescentando o comentário, "um dos melhores jogos para Mega Drive de todos os tempos e certamente um favorito da equipe."

## SérieShining
Embora o jogo seja o primeiro da série Shining em ordem cronológica, é o segundo jogo da série em ordem de lançamento, o primeiro nesta ordem sendo Shining in the Darkness. Shining Force mantém vários elementos de seu predecessor, tais como o sistema diferenciado de menus, mas a jogabilidade é completamente diferente. Shining in the Darkness é um dungeon crawler em primeira pessoa, enquanto Shining Force é um RPG de estratégia. A série Shining alterna entre diferentes estilos: ela retorna ao gênero dungeon crawler em primeira pessoa em Shining the Holy Ark; adota mecânicas da série The Legend of Zelda em Shining Wisdom; e tira inspiração de Diablo em Shining Soul.

## Remake
O jogo foi relançado em 2004 para o Game Boy Advance como um remake intitulado Shining Force: Resurrection of the Dark Dragon. Foram feitas alterações na história, acrescentados mais três personagens jogáveis, três batalhas adicionais, nível de dificuldade ascendente (começando baixo, mas subindo sempre que o jogador termina o jogo e começa a jogá-lo novamente), e a jogabilidade passou por alguns ajustes. Um dos personagens novos pode usar "cartas" em batalha, e a ordem das rodadas é determinada unicamente com base na velocidade das unidades; a ordem pode ser conferida em uma lista a qualquer momento, permitindo que o jogador planeje suas batalhas com maior precisão. O remake também foi lançado para iOS.